# Vicente Blasco García
Vicente Blasco García Torrella (Valence, 1735 – ibidem, 1813) est un théologien, philosophe et chanoine espagnol.
Après des études de philosophie, Blasco enseigna pendant trois ans la doctrine thomiste à l’université de Valence, avant de se rendre à Madrid et d’être nommé en 1768 — grâce à son protecteur, le philologue et anti-jésuite Francisco Pérez Bayer — précepteur à la cour royale, où il présida, aux côtés notamment du même Pérez Bayer, maître d’œuvre des réformes éducatives entreprises par la nouvelle équipe gouvernementale, à la mise en place d’un nouveau modèle d’enseignement. Ayant obtenu le canonicat de la cathédrale de Valence, il devint en 1784 recteur de l’université de Valence, auquel titre il élabora un nouveau plan d’études, le plan Blasco, aboutissement du processus de rénovation scientifique engagé un siècle auparavant par les novatores, précurseurs des Lumières espagnoles.
Ledit plan, qui fut fin prêt en avril 1786, consacra la mainmise du centralisme bourbonien sur l’université de Valence aux dépens de l’autorité locale (archevêché et municipalité de Valence), et devait servir de canevas à un plan d’études général applicable à toute l’Espagne. Le plan Blasco comprenait des mesures institutionnelles —réaménagement du calendrier scolaire, hausse des heures de cours, gestion financière autonome hors tutelle de l’archevêché et de la municipalité, recettes propres — et éducatives — modernisation des méthodes pédagogiques, création de nouvelles fonctions et d’infrastructures nouvelles en appui à l’enseignement et à la recherche (notamment laboratoire de chimie, observatoire astronomique, cabinet de physique, amphithéâtre anatomique et jardin botanique), et attention plus grande portée à l’enseignement pratique. Le contenu des enseignements fut mis au diapason des tendances européennes modernes, en particulier par le biais de préconisations de certains auteurs et ouvrages comme matériau de base des études : abandon du galénisme en médecine, en faveur des théories de Boerhaave ; introduction du droit naturel et du droit national au détriment du droit romain, en privilégiant Van Espen ; en théologie, refrènement de l’influence  jésuitique et promotion du rigorisme moral et de certains auteurs considérés jansénistes, etc. La mise en œuvre du plan put s’accomplir dans la durée grâce à la nomination à vie de Blasco au poste de recteur, en infraction aux statuts de l’université, mais autorisée par le ministre Floridablanca ; Blasco recteur fut ainsi la préfiguration du recteur fonctionnaire de la Couronne. L’accueil généralement favorable que sera réservé au plan (abstraction faite de quelques résistances) s’explique par son adéquation à l’état d’esprit alors dominant (rigorisme moral, tendance philojanséniste, engouement pour l’histoire critique, intérêt pour la Bible, etc.) et par des facteurs politiques (le plan allant dans le sens du régalisme bourbonnien, contre la papauté).

## Biographie
On sait peu de choses de l’enfance de Vicente Blasco García, sauf qu’il naquit au sein d’une fratrie de sept enfants, et que ses parents étaient, comme ses grands-parents, originaires de la comarque de La Costera. De 1749 à 1750, il suivit des études de philosophie thomiste à l’université de Valence, sous la direction — et suivant les orientations philosophiques antijésuitiques — du professeur et chanoine Joaquín Segarra. Il y a lieu de rappeler que les Lumières d’Espagne connurent leurs premières manifestations à Valence, avec, dans le domaine des sciences, des figures telles que Tomás Vicente Tosca, Juan Bautista Corachán (es) et Baltasar Iñigo, attachés à introduire la science moderne en association avec les courants intellectuels européens, et, dans le champ de la critique historique, des personnalités comme le doyen Manuel Martí et son héritier spirituel Gregorio Mayans y Siscar.
D’autre part, Blasco adhéra le 16 novembre 1753 à l’ordre militaire de Montesa et de saint Georges d’Alfama.
Blasco enseigna la philosophie thomiste à Valence, dans le cadre d’un cursus triennal, de 1763 à 1766. En 1768, il se rendit à Madrid, pour y remplir la mission confiée à lui dès 1761 par le Conseil des ordres (Consejo de las Órdenes, institution de régulation des ordres militaires en Espagne) et dissiper les dissensions suscitées par la publication du bullaire de l’ordre de Montesa.
Cependant, le philologue hébraïste Francisco Pérez Bayer obtint en avril 1768 la nomination de Blasco au poste de précepteur de l’infant Francisco Xavier, puis, à la mort de celui-ci, à celui de sous-précepteur de l’infant Gabriel. (Rappelons que jusqu’à l’avènement des Bourbons, les princes de la famille royale étaient placés sous la tutelle des jésuites et recevaient d’eux leur instruction. À la suite de la cédule royale de 1767 portant expulsion des jésuites, l’instruction des enfants de Charles III passa aux mains de Pérez Bayer, qui fut désigné précepteur des princes royaux Francisco Javier et Gabriel. Cette mutation permit la mise en place d’un nouveau modèle d’enseignement, sous la direction de Pérez Bayer, du thomiste montésien Vicente Blasco, et du piariste Felipe Scío de San Miguel.) Pérez Bayer, clef de voûte des réformes éducatives entreprises par la nouvelle équipe gouvernementale, s’appliqua à placer à la cour de Madrid, aux postes civils et ecclésiastiques importants, ses amis appartenant au cercle de l’archevêque Andrés Mayoral.
La sobrecédula royale en date du 20 mai 1781 octroya à Blasco sans autre condition le canonicat de la cathédrale de Valence ; cette fonction, dont il prit possession le 13 juin 1781, était un passage préalable et nécessaire pour pouvoir être nommé recteur de l’université de Valence, poste auquel il accéda en 1784. C’est lui qui se vit alors confier la mise au point d’un nouveau plan d’études, le dénommé plan Blasco, considéré par nombre d’auteurs comme l’aboutissement du processus de rénovation scientifique engagé un siècle auparavant par le mouvement dit novator (ou preilustrado, précurseur des Lumières). Pérez Bayer non seulement faisait partie du comité d’évaluation qui approuva le plan d’études, mais encore promit de faire don de sa bibliothèque à l’université, en contrepartie de la mise en œuvre du modèle d’organisation proposé par Blasco. Alors qu’en janvier 1787 expirait le mandat rectoral triennal de Blasco, un Ordre royal signé par le comte de Floridablanca le 16 janvier 1787, passant outre au patronage de la municipalité de Valence et au privilège de celle-ci de proposer les candidats aux chaires universitaires et de nommer le recteur, accorda à Blasco le titre de recteur à vie de l’université de Valence, office qu’il remplit effectivement jusqu’à sa mort en 1813.

## Le plan d'études Blasco

### Investiture de Blasco comme recteur et amorce du plan d’études
Le 14 janvier 1784, succédant au chanoine Francisco Cebrián y Balda, et à l’issue d’un scrutin où il devança le chanoine Joaquín Segarra de seulement deux voix, Blasco fut nommé recteur de l’université de Valence. Dans la lettre de remerciement qu’il rédigea au lendemain de sa nomination et qui valait déclaration d’intention, le recteur Blasco exposa quelques-uns des buts qu’il se proposait de poursuivre lors de l’exercice de son mandat : « je m’appliquerai de toutes mes forces à faire honneur à votre confiance [c’est-à-dire : de la ville de Valence], à contribuer à l’avancement des lettres, et à conserver le crédit et la bonne renommée de cette insigne Université ». L’université de Valence se trouvait alors régie par les statuts (Constituciones) de 1733 ; en son sein se poursuivaient les querelles entre thomistes et antithomistes, lors même que depuis 1768 il avait été ordonné que la philosophie et la théologie eussent à s’enseigner sans distinction d’école théologique ; d’autre part, un rapprochement avec l’augustinisme avait été opéré sous le rectorat de Juan Antonio Mayans.
Le piariste Juan Florensa indique que « tout au long de ce premier mandat triennal, [Blasco] se voua tout entier à la préparation de la réforme universitaire dont ce centre [d’enseignement] avait un si grand besoin». Dans une lettre adressée au roi, Blasco dépeignit le mauvais état financier et éducatif de l’université, laquelle, bien qu’on y « travaille avec une incessante application et qu’on y fasse des progrès dans les sciences, l’enseignement public pourrait progresser beaucoup plus, en changeant la méthode ancienne par laquelle elle est régie et en l’ordonnançant d’après les lumières de notre temps », et demanda les aides nécessaires à son assainissement. Les propositions de réforme de Blasco se limitaient pour l’heure à :

1) améliorer la méthode : « notamment pour ce qui est des heures d’enseignement, de l’ordre des matières et des auteurs au moyen desquels on enseigne, et pour ce qui est des candidatures à l’occupation des chaires et des conditions préalables au dépôt de candidature » ;

2) augmenter les dotations des chaires, « de façon à ce qu’avec celles-ci les maîtres puissent subsister modérément, et que l’on puisse distinguer par quelque récompense ceux qui auront travaillé et excellé ».
D’emblée, Blasco se déclara en faveur d’une réforme immédiate dans la faculté de théologie, cela afin de désamorcer les tensions scolastiques et parce qu’il considérait peu appropriée la méthode d’étude appliquée jusque-là. Il proposa que certaines mesures soient adoptées sans attendre, dès cette même année universitaire 1784, et que le recteur de l’université désigne deux professeurs parmi ceux alors en fonction pour qu’ils lancent et poursuivent le cursus de théologie à destination des nouveaux étudiants ; qu’à cet effet, ces professeurs choisissent pour support de leur cours celui qui leur convient le mieux parmi les auteurs suivants : Billuart, Gori, Berti, Sidro-Vilaroig, Cabades… ; et enfin, que pour cette année le recteur nomme également deux docteurs comme suppléants auxdites chaires pour les quatre ans du cursus.
Le 15 octobre de la même année 1784, Floridablanca adressa au recteur et au corps professoral de Valence une note ordonnant l’exécution du plan d’enseignement de théologie et reproduisant, aux dires du contemporain León Esteban, « quasi textuellement la requête du recteur Blasco ». La proposition de réforme de la théologie fut effectivement adoptée mot pour mot, ce qui atteste de la confiance la plus absolue de la Cour (incarnée en l’espèce par la personne de Floridablanca) dans le recteur Blasco.
Par là même aussi, la Junta de Patronato valencienne (réunissant l’archevêché et la municipalité) venait de s’effacer devant la Cour de Madrid ; c’est au recteur en effet et au corps professoral qu’incomba la mise au point du nouveau plan d’études, dont par conséquent restait exclu le Patronato. Celui-ci, réuni le 16 octobre 1786, en appela au pape pour qu’il déclare que la nomination des titulaires des chaires de théologie ne soit pas du ressort exclusif du recteur. La Junta de Patronato, en plus de faire opposition aux réformes de Blasco, d’entraver et de gêner leur mise en œuvre, anticipa la fin du mandat rectoral de trois ans (venant à expiration le 9 janvier 1787) et décida de nommer d’ores et déjà un nouveau recteur en la personne du chanoine Joaquín Segarra, qui accepta le poste. C’est alors que l’intervention de Pérez Bayer fut décisive, celui-ci écrivant le 16 novembre 1786 à Floridablanca pour solliciter une prorogation de trois années du mandat de Blasco et rencontrant chez le pouvoir central un acquiescement total.

### Finalisation du plan et mise en œuvre
Le plan général d’études était fin prêt le 30 avril 1786. Floridablanca fit alors part à Blasco du désir de Charles III de voir le plan examiné par des « personnes de caractère et de doctrine ». En conséquence, un Comité d’évaluation, où siégeait entre autres Pérez Bayer, fut constitué, qui à l’issue de ses travaux apporta avant le 16 novembre 1786 son approbation définitive au plan Blasco, grâce à quoi sa mise en application put avoir lieu cette même année universitaire. Plus qu’une victoire de Blasco, il s’agit d’une victoire et de la consécration du travail législatif de Charles III tendant à un plan d’études général applicable à toute l’Espagne. Avec la prorogation à vie du mandat de Blasco, l’on contrevenait aux dispositions normatives de l’université de Valence également en ceci que cette nomination fut décidée et exécutée non par la Junta de Patronato, mais par le monarque, en conséquence de quoi cette compétence relevait désormais du centralisme bourbonien. Cependant, les statuts (Constituciones) de 1733 continueront d’être en vigueur, mais seulement pour autant qu’ils n’allaient pas à l’encontre du plan Blasco ou qu’ils concernaient des dispositions non formulées dans ce plan.
Le recteur et ceux des professeurs qui partageaient ses idées, quoique bénéficiant du soutien de Madrid, eurent à affronter des adversaires puissants, et la mise en œuvre du plan, reflétant les convulsions qui existaient au sein de l’université de Valence, ne se passa pas sans difficultés. À la faveur de la nomination de Blasco comme recteur à vie, la mise à exécution du plan, commencée le 1er octobre 1787, pourra se poursuivre, d’abord de façon intermittente (sous les espèces du plan Caballero, 1807-1811), puis à titre définitif en 1824, avec le dénommé plan Calomarde.

### Grandes lignes du plan
Le plan d’études de Blasco de 1787, qui se voulait outil de modernisation (et de transformation sociale), comportait des orientations diverses, touchant aussi bien aux aspects institutionnels que disciplinaires, et se donnait pour but de rénover les cours à l’université de Valence afin de les mettre au diapason des conceptions éducatives du XVIIIe siècle européen. Il est le fruit de l’interconnexion entre les courants intellectuels et les courants idéologiques, antérieurs aussi bien que contemporains. D’autre part, le plan Blasco servit de champ d’expérience, tant dans ses aspects scientifiques et éducatifs que dans ceux de fonctionnement, en vue de son extension à d’autres universités espagnoles.
Le plan Blasco se compose de trente-trois chapitres, dont le dernier revêt de par sa portée un caractère plus politique, puisqu’il interdit au recteur ou au corps professoral de modifier les dispositions du plan et qu’il révoque tout ordre antérieur qui lui serait contraire. Les autres articles concernent le domaine universitaire à proprement parler, sept parmi eux portant sur l’administration, et vingt-cinq ayant trait au corps enseignant, aux méthodes d’enseignement, au professorat, au statut des étudiants, etc.
Sur le plan institutionnel, le plan visait à donner à l’université de Valence une autonomie en la soustrayant à la tutelle de l’archevêché et de la Junta de Patronato, et en lui permettant en outre de prendre en mains elle-même sa gestion, au moyen de dotations budgétaires octroyées par la municipalité de Valence et par l’archevêché, et employées dans le but d’améliorer les services de base et les infrastructures novatrices susévoquées. Les méthodes pédagogiques furent modernisées, le calendrier scolaire fut réaménagé notamment par une réduction des jours fériés, le nombre de cours nécessaire à l’obtention des grades de bachelier et de docteur fut rehaussé, et l’on prêta une attention plus grande à l’enseignement pratique.
Sur les plans institutionnel et organisationnel, les traits saillants du plan Blasco peuvent s’énumérer comme suit : réduction du nombre de jours fériés ; interdiction de la dictée ex cathedra comme instrument pédagogique ; tenue d’examens annuellement ; utilisation de manuels pour dispenser les enseignements ; création d’infrastructures d’appui à l’enseignement et à la recherche ; mise en place formelle d’un bibliothèque universitaire à partir de la donation de Pérez Bayer, et corollairement, création du poste de bibliothécaire en chef ; fixation d’une dotation pour l’impression d’ouvrages à l’usage des étudiants et pour la rémunération des professeurs auteurs desdits ouvrages.
Ces changements dans l’organisation traduisaient les principes du nouveau modèle bourbonnien d’université, caractérisé par « un plus grand sérieux, plus de continuité et un meilleur coût économique ». De nouvelles fonctions furent créées, telles que dissecteur anatomique, démonstrateur de chimie, notateur d’historiques de médecine, et machiniste — fonctions associées aux infrastructures nouvelles mises en place pour les besoins de certaines chaires, comme p. ex. le laboratoire de chimie, l’observatoire astronomique, le cabinet de physique, l’amphithéâtre anatomique et le jardin botanique.
Quant aux chaires professorales, on relève en particulier les changements suivants : en grammaire, suppression de la chaire de latin (prosodie) et conversion de celle de rhétorique en chaire de rhétorique et poétique ; instauration d’une chaire d’arabe liée à la charge de bibliothécaire en second (réforme qui ne sera pas exécutée) ; en philosophie, disparition d’une chaire temporaire, reconvertie en permanente, et adjonction d’une nouvelle chaire permanente ; en mathématiques et en physique, création de deux chaires de mathématiques et d’une de mécanique et de physique expérimentale ; redéfinition d’un cours particulier de mathématiques en chaire d’astronomie ; en théologie, réorganisation de certains cursus en chaires de théologie morale ; redénomination de plusieurs chaires, dont une d’histoire de l’Église, en chaires de théologie ; création de trois chaires temporaires de théologie et une permanente de discipline ecclésiastique ; en droit civil et canon, établissement de la chaire de droit naturel et de droit des gens et de deux chaires temporaires de droit ; en droit canon, changements mineurs se limitant à ajouter une chaire temporaire aux quatre permanentes existantes ; enfin, en médecine, suppression des cours de chirurgie et d’aphorismes d’Hippocrate, et création des chaires de chimie et de botanique.
La réforme consacra d’autre part la désagrégation des sciences, qui s’était accentuée à cette époque, à mesure que les procédés des différentes branches de la science se faisaient plus spécifiques et que leurs résultats prenaient plus d’ampleur. Jamais auparavant dans l’histoire de la pensée occidentale, le fossé entre sciences physico-mathématiques et sciences humaines n’avait été plus profond.

### Contenu des enseignements
Dans le champ de la médecine (dont huit chaires existaient à Valence), la pensée scientifique des Lumières vivait des années fastes. Sous l’influence des deux grandes écoles médicales, celle d’Édimbourg (Home, Whytt, les frères William et John Hunter, Cullen, Brown) et celle de Vienne (Swieten, Haen, Stoll), toutes deux continuatrices de celle fondée par Boerhaave, l’on avait cessé au XVIIIe siècle d’expliquer les maladies par les auteurs classiques, remplacés dorénavant par des auteurs modernes, à l’exception des œuvres d’Hippocrate. Mais ce furent plus particulièrement les travaux de Boerhaave lui-même qui avaient définitivement évincé des universités européennes le galénisme encore persistant. Dans le nouveau plan d’études, les Instituciones medicae d’Andrés Piquer cédèrent la place aux ouvrages de Boerhaave, Gorter, Tessari, Francis Home et aux aphorismes d’Hippocrate. En outre, on intégra dans le plan de formation un enseignement en physique, en chimie (Beaumé, Macquer), et en botanique (Murray). D’autre part, par la mise au programme de Maximilian Stoll, le plan Blasco voulait qu’une attention accrue soit portée à l’influence des facteurs climatologiques sur les pathologies. L’enseignement de la pratique clinique fut introduite par le biais des écrits de Cullen. Cependant, l’école de Leyde continua à jouer un rôle prédominant dans l’instruction médicale à Valence.
Dans le projet de Mayans, la faculté de philosophie avait aussi pour but de préparer aux cursus dans les facultés dites majeures, et ce par l’apprentissage de la lecture, de l’écriture et du latin, à l’aide de la grammaire des écoles piaristes et à travers les auteurs Sánchez de las Brozas et Heineccius ; tandis que l’instruction en matière de doctrine chrétienne restait réservée aux ouvrages de Claude Fleury, l’on avait recours pour l’étude des langues hébraïque et grecque à Pasini et à la grammaire du séminaire de Padoue respectivement. Dans le nouveau plan d’études, la formation en philosophie était dispensée au moyen des Institutiones Philosophicæ du père Jacquier, livre par lequel les étudiants étaient initiés à la logique, à l’ontologie, à la philosophie morale et aux éléments de mathématiques, ainsi qu’à la physique générale et particulière.
L’enseignement du droit se répartissait entre deux facultés : lois (leyes) et droit canon (cánones). Les deux filières avaient comme tronc commun une année de droit naturel, pour se séparer ensuite en quatre cursus de spécialité. Cependant le droit romain restait la base commune, et ce n’était qu’à partir de la dernière année que les futurs juristes étaient introduits au droit national espagnol (derecho patrio ou droit royal). Quant au droit naturel, lequel impliquait d’appuyer les préceptes juridiques sur la raison et de séparer le droit d’avec la théologie, il allait devoir s’étudier à travers les écrits de Giambattista Almici, tels que remaniés toutefois par les auteurs rationalistes protestants. À la faculté de droit canon, une introduction basée sur l’œuvre de Lackics précédait l’étude de Van Espen (Mayans déjà s’était proclamé partisan de Van Espen dans son plan de réforme de 1767, car les théories de celui-ci comportaient une attitude régaliste et conciliariste, en adéquation avec la rénovation bourbonnienne ; à l’instar des autres plans de réforme de l’époque, le plan Blasco apparaît donc comme rénovateur des études canoniques selon une ligne favorable à la monarchie là où cette dernière s’opposait à la papauté). Pour le reste, le plan Blasco est un projet inspiré des Lumières, avec une forte dose de romanisme, mais ouvert au droit naturel (du moins pendant quelques années) et au droit royal.
En mathématiques, Blasco recommande, pour assurer l’enseignement de cette matière, les ouvrages de l’abbé Lacaille et le livre de Jorge Juan, Examen marítimo.
En théologie, alors que le thomisme prédominait dans les universités espagnoles depuis le prévôt jésuite Calatayud, des plans d’études avaient déjà été élaborés auparavant, qui influenceront les préconisations de Blasco en matière de textes de théologie ; ce sont en particulier le rapport de Mayans de 1767, le plan d’études antithomiste de 1772, et celui du séminaire de San Fulgencio de Murcie daté de 1774. Une même prédilection pour l’étude des langues bibliques se retrouvera dans le plan de Blasco, celui-ci insistant en effet, en accord avec les principes mayansiens, sur la nécessité de connaître l’hébreu et le grec pour une meilleure compréhension des Saintes Écritures. Lorsqu’au terme de leurs études de philosophie, les étudiants passaient à la faculté de théologie, ils se formaient à partir du De locis theologicis de Melchor Cano (dans le plan antithomiste de 1772, il avait été opté pour Verney, complété par quelques références à Cano et aussi par les œuvres jansénistes de Joannes Opstraet, alors que le séminaire de San Fulgencio penchait pour Gaspar Juenin, auteur repris également dans le plan de 1787 ; le plan de 1772 recourait à la doctrine de saint Thomas et de saint Augustin. Dans les autres plans surgissaient aussi les ouvrages de Giovanni Lorenzo Berti, les Commentaria de Guillaume Estius, ainsi que les écrits de Tournely et de Rubín de Celis. Le plan Blasco préconisait l’œuvre d’Estius, également proposée dans le plan antithomiste.) En théologie morale, une fois les jésuites expulsés d’Espagne, la ligne désormais suivie était le rigorisme moral (le plan de 1772 affichait déjà une ligne rigoriste, et le dominicain italien Daniele Concina était l’auteur de dilection dans le plan de San Fulgencio). Si Concina n’apparaît pas dans le plan Blasco, l’évêque Genet en revanche, auteur considéré janséniste et fort prisé dans les cercles rigoristes espagnols, y tenait sa place. Pour ce qui a trait aux études bibliques, les antithomistes valenciens étaient davantage portés vers les commentateurs français, notamment Lamy, Du Hamel et Calmet. L’étude des Écritures dans le cadre de la théologie était le choix de San Fulgencio ; Blasco quant à lui s’inspira de Mayans en disposant la Bible comme texte. En matière d’histoire de l’Église, Blasco se référait à Berti.
Le succès du plan Blasco, sa valeur de synthèse et le bon accueil qu’il reçut tant de la part d’hommes politiques que d’intellectuels contemporains s’explique par la confluence de trois aspects : il apparaissait comme le meilleur plan concevable ; il était en adéquation avec la mentalité alors dominante (à savoir : le rigorisme moral, la tendance philojanséniste, l’histoire critique, l’intérêt pour la Bible, etc.) ; et enfin, il allait dans le sens du régalisme bourbonnien — témoin la préconisation par Blasco des écrits de Van Espen et de Lackics, tous deux régalistes.

### Obstacles et résistances
À la fin de l’Ancien Régime, le droit naturel occupait une place importante dans la formation des juristes, car il permettait de mettre à l’écart (ainsi que le signala Mayans) les études romanistes, puisque le droit naturel supposait un modèle nouveau, une conception nouvelle de l’ordre juridique. Les Lumières feront du droit naturel leur bannière, car il s’agissait d’une doctrine concrète, inspirée de Hugo Grotius et surtout du protestant Pufendorf ; c’est le juriste Giambattista Almici qui s’appliqua plus tard à diffuser la pensée de ce dernier, pensée jugée « moderne » et « rationaliste ». Aussi Blasco chargea-t-il le libraire Salvador Faulí d’imprimer l’ouvrage d’Almici. Cependant, le titulaire de la chaire, Jaime Camarasa, rejeta l’édition concernée, et fit parvenir à Blasco une note répertoriant les erreurs contenues dans le livre, en particulier le fait que l’auteur défendait le régicide et le tyrannicide, autrement dit, le principal obstacle à la publication résidait ici, aux yeux de Camarasa, dans la conception du pouvoir du monarque et de ses limitations (régicide), le droit naturel se heurtant en effet à la doctrine absolutiste sur l’origine divine du pouvoir royal, doctrine destinée à empêcher toute discussion sur la souveraineté du monarque et hostile aux idées de rationalisation du pouvoir politique et du droit desquelles les Lumières étaient porteuses ; en ce sens, le droit naturel ne représentait pas seulement un nouvel ordre juridique, mais aussi un nouvel ordre social.
Une autre résistance vint de la part du prélat thomiste Francisco Fabián y Fuero, qui exerça comme archevêque de Valence de 1773 à 1795 et était opposé à Pérez Bayer et au parti mantéiste. Il accusa Blasco (en son absence) d’une surveillance insuffisante des livres prohibés conservés à la bibliothèque universitaire, provenant pour partie de la donation de Pérez Bayer. L’historien Stephen Haliczer note à cet égard que « la quasi-tolérance des tendances intelectuelles des Lumières, par le biais de la politique d’octroi de licences de lecture de livres interdits à une élite sélectionnée et présumément bien instruite, exaspéra les réactionnaires tels que l’archevêque Fabián y Fuero, en même temps que cela répugnait aux libéraux, qui exigeaient une plus grande liberté d'expression ». Blasco sortira vainqueur de la procédure engagée à ce propos devant le Saint Office.
Un autre point de préoccupation était la sujétion, notamment économique, de l’université vis-à-vis de la municipalité de Valence et de l’archevêché. Pour soustraire l’université à cette tutelle, l’on mit en place trois mécanismes : fiscalisation des dépenses universitaires, nomination du recteur et désignation des professeurs sans devoir en référer à la municipalité valencienne. Pour y parvenir, on s’efforça de mettre l’université de Valence davantage sous l’autorité de la Couronne, le recteur passant ainsi à figurer comme un répresentant du pouvoir royal. Pour assurer l’autonomie financière, l’on eut recours à l’arrangement suivant : la municipalité fut obligée à verser à l’université, pour financement de son travail éducatif, une dotation de 8 000 livres annuelles ; de la même manière, l’Église était tenue de lui allouer 12 000 livres valenciennes prélevées sur ses recettes. Un comité fut constitué (Junta de electos), au sein duquel les différentes facultés se trouvaient représentées, et qui était chargé de gérer lesdites subventions. Du reste, la Junta de Electos allait faire la démonstration que l’on pouvait administrer avec profit les recettes de l’université, à telle enseigne que le Comité réussit bientôt à dégager un excédent. L’université put financer les équipements nécessaires aux cours pratiques de chimie et de physique, améliorer l’enseignement de l’anatomie clinique, et même mettre sur pied un cours d’astronomie.
Les critiques de l’ancien recteur Juan Antonio Mayans, frère cadet de Gregorio Mayans, qui de façon générale n’appréciait guère l’attitude personnelle de Blasco dans l’exercice de ses fonctions de recteur, avaient porté d’abord sur la nomination de Blasco comme chanoine en infraction aux règles établies (« le chanoine Blasco a devant lui quatre mois de jouissance [de sa fonction], selon la coutume de cette Église, et comme Recteur de l’université trois ans, cependant de tout cela il est exonéré par faveur de la Cour », écrivit-il), ensuite sur les auteurs dont les textes avaient été retenus au titre de matériau de base pour les études, mais qui n’étaient pas toujours accessibles aux étudiants, lesquels de plus voyaient les frais de scolarité augmentés. En outre, il dénonça le surcroît de travail imposé aux professeurs, en particulier ceux de médecine, face à la diminution concomitante des recettes, lesquelles d’ailleurs, jusqu’à la mort de l’archevêque Fabián y Fuero, ne cesseront de s’amenuiser. Enfin, la nécessité de réussir l’épreuve de grec était susceptible d’entraîner la mise à l’écart de certains enseignants pour connaissance insuffisante de cette langue.
Le cas de figure Blasco devait être l’ébauche d’une future reconfiguration de la fonction de recteur d’université en Espagne, comme l’indique l’historien Antonio Mestre :

« Mayans se rendait perfaitement compte que le rectorat de Blasco marquait le début d’une nouvelle façon d’entendre la fonction de recteur dans l’université — prélude à la conception du recteur comme fonctionnaire. Ce n’est pas en vain que Blasco fut, de fait, un recteur nommé à vie au service du gouvernement central ». »